# Nicole Richie
Nicole Richie (właściwie Nicole Camille Escovedo, ur. 21 września 1981 w Berkeley, w Kalifornii) – piosenkarka i aktorka amerykańska.

## Edukacja
Nicole jako dziecko uczyła się grać na wiolonczeli, gitarze, skrzypcach i pianinie. W 1985 roku zaczęła edukację w prestiżowej szkole The Buckley, gdzie poznała takie sławy jak Paris Hilton czy Kimberly Stewart. Następnie uczęszczała do Montclar College Preparatory School oraz University of Arizona, gdzie studiowała sztukę i media.

## Rodzina
Jej biologicznymi rodzicami są były członek zespołu grającego z Lionelem Richie – Peter Escovedo oraz asystentka Lionela. Nicole w wieku trzech lat została nieformalnie adoptowana przez Lionela Richie i jego żonę Brendę Harvey-Richie. Sześć lat później adopcja została sformalizowana. Nicole do tej pory utrzymuje kontakty z biologiczną matką. Jej ojcem chrzestnym był Michael Jackson.

## Kariera
W 2003 roku telewizja Fox wyprodukowała program typu reality show The Simple Life z udziałem Nicole i jej ówczesnej przyjaciółki Paris Hilton. W 2006 roku została wydana książka obyczajowa autorstwa Nicole Richie The Truth About Diamonds, występują w niej wątki zaczerpnięte z życia Richie.

## Życie prywatne
11 stycznia 2008 roku w Los Angeles w Cedars-Sinai Medical Center urodziła córkę, która otrzymała imiona: Harlow Winter Kate. Ojcem jest partner Nicole, Joel Madden członek zespołu Good Charlotte. 9 września 2009 przyszło na świat ich drugie dziecko – syn Sparrow James Midnight. 11 grudnia 2010 Nicole wzięła ślub z Joelem Maddenem. Ceremonia odbyła się w rezydencji ojca Nicole, Lionela Richie w Beverly Hills.